# Se mig nu (film)
|  | Denne artikel er oprettet af botten PalnaBot ud fra en ekstern database. Den kan derfor have sproglige fejl eller mangler. Denne skabelon kan fjernes efter kontrol af indholdet. |

 For alternative betydninger, se Se mig nu. (Se også artikler, som begynder med Se mig nu)
Se mig nu er en kortfilm fra 2001 instrueret af Birgitte Stærmose efter manuskript af Birgitte Stærmose, Mai Brostrøm, Andrew Smith.

## Handling
Iben og Sanne, to femten-årige kusiner, er inviteret på sommerferie hos deres tante, der ejer et nedlagt kurbad i Østeuropa. Tante er en excentrisk dame, hvis liv næres af minderne fra en svunden tid. Iben og Sanne er anderledes sultne på livet, og de opdager hurtigt efter deres ankomst den unge Felix, som bor i telt i tantens store, tilgroede park. Alle tre kvinder drages mod Felix, men mens tante drømmer videre, og Sanne leger med tanken om en forelskelse, kaster Iben sig ind i en ny og hemmelighedsfuld verden med nærhed og længsler, kærlighed og adskillelse.